# Équipe du Pakistan masculine de volley-ball
L'équipe du Pakistan de volley-ball est composée des meilleurs joueurs pakistanais sélectionnés par la Fédération pakistanaise de Volleyball (Pakistan Volleyball Federation, PVF). Elle est actuellement classée au 115e rang mondial par la Fédération Internationale de Volleyball en octobre 2015.

## Sélection actuelle
Sélection pour les qualifications aux Championnats du monde 2010.

Entraîneur : Muhammad Jamil  ; entraîneur-adjoint : Hassan Mazhar Husain 

## Palmarès et parcours

### Palmarès
Néant.

### Parcours

#### Championnat d'Asie et d'Océanie
- 1975 : Non qualifié
- 1979 : Non qualifié
- 1983 : Non qualifié
- 1987 : Non qualifié
- 1989 : 4e
- 1991 : 8e
- 1993 : 8e
- 1995 : 8e
- 1997 : 7e
- 1999 : 8e
- 2001 : Non qualifié
- 2003 : 6e
- 2005 : 9e
- 2007 : 13e
- 2009 : Non qualifié
- 2011 : 7e
- 2013 : Abandon
- 2015 : 10e
- 2017 : 12e
- 2019 : 7e
- 2021 : 7e
- 2023 : 7e

#### Coupe  d'Asie
- 2008 : Non qualifié
- 2010 : Non qualifié
- 2012 : Non qualifié
- 2014 : Non qualifié
- 2016 : Non qualifié
- 2018 : Non qualifié
- 2022 : 6e

#### Jeux asiatiques
- 1958 : Non qualifié
- 1962 : 3e
- 1966 : 9e
- 1970 : 7e
- 1974 : 7e
- 1978 : 9e
- 1982 : 9e
- 1986 : 8e
- 1990 : 5e
- 1994 : 6e
- 1998 : 9e
- 2002 : 7e
- 2006 : Non qualifié
- 2010 : 10e
- 2014 : 11e
- 2018 : 8e
- 2022 : 5e